# 氧化白藜芦醇
氧化白藜芦醇（英語：Oxyresveratrol，也称为2,4,3',5'-四羟基二苯乙烯，2,3',4,5'-Tetrahydroxystilbene）是一种芪类化合物，比白藜芦醇多一个羟基，可在野波罗蜜（学名：Artocarpus lacucha）等植物中发现。